# Bartolomeo Colleoni

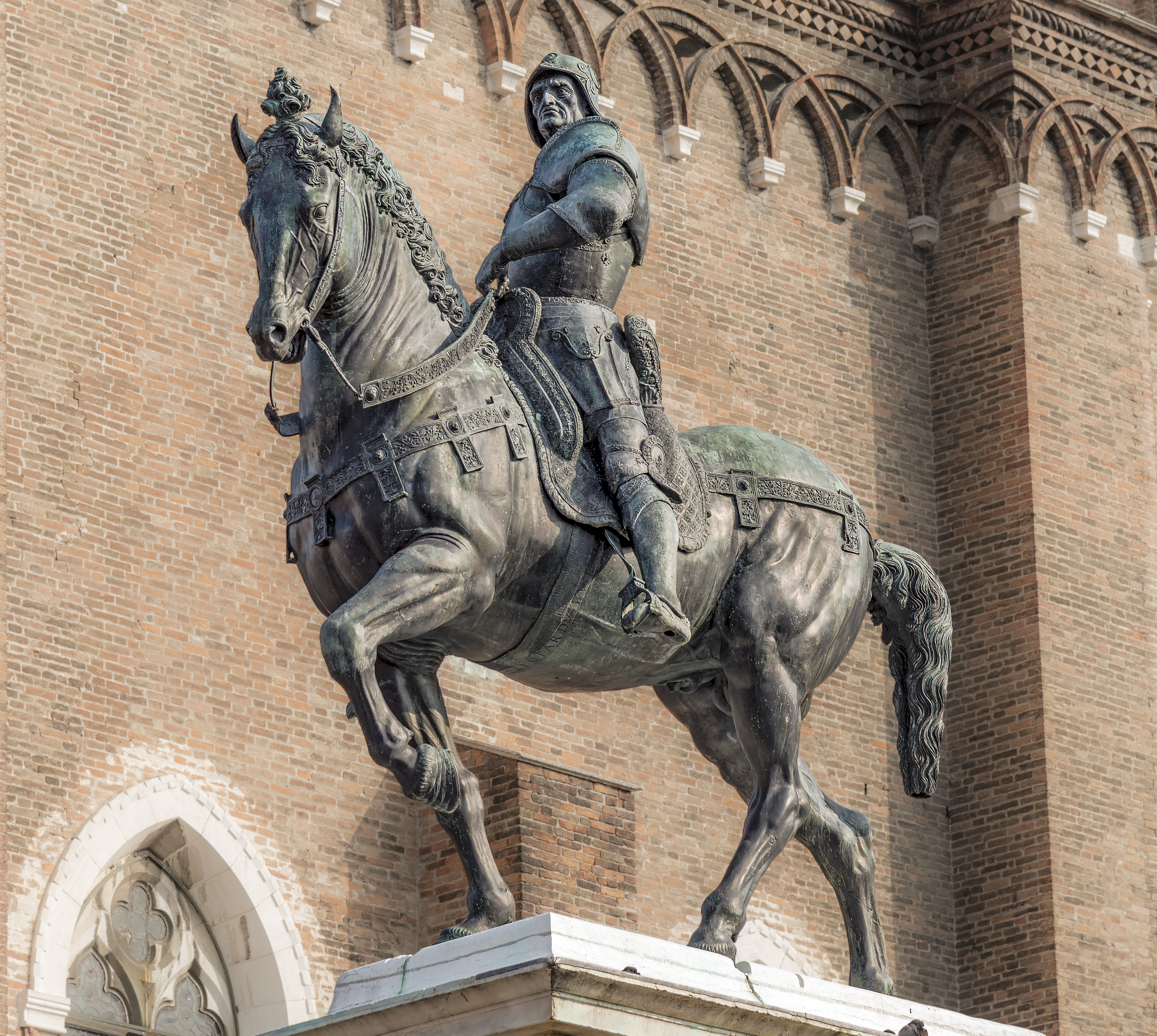
Ryttarstaty av Bartolomeo Colleoni i Venedig, utförd av Andrea del Verrocchio.

Bartolomeo Colleoni, född omkring 1400, död 1475, var en italiensk militär.
Efter att ha lärt krigskonsten hos kondottiärerna Muzio Attendolo Sforza och Braccio da Montone, deltog Colleoni i striderna mellan Venedig och Milano på än den ena sidan, än på den andra. Då man efter huset Viscontis utdöende i Milano 1447 införde republiken, slog han den franska här, med vilken hertigen av Orléans sökte genomdriva sina anspråk i Milano. Vid sin död testamenterade Colleoni 100 000 gulddukater till Venedig, i vars tjänst han trätt från 1455 som generalkapten, med villkor, att staden skulle låta uppresa en staty av honom på Markusplatsen. Gåvan mottogs, men statyn av Andrea del Verrocchio uppställdes 1493 på en annan plats, framför kyrkan Santi Giovanni e Paolo.